# 特里格县 (肯塔基州)
特里格县（英語：Trigg County）是美國肯塔基州西部的一個縣，西界肯塔基湖，南界田納西州，面積1,246平方公里，縣治為加的斯（Cadiz）。根据美國2000年人口普查，該縣共有人口12,597人。
特里格县成立於1820年1月27日，縣名紀念美國獨立戰爭時期民兵上校史蒂芬·特里格 （Stephen Trigg）。